# Unchain My Heart
Unchain My Heart è un album del cantante britannico Joe Cocker, pubblicato nel 1987 dall'etichetta discografica Capitol Records.
L'album è disponibile su long playing, musicassetta e compact disc.

## Tracce
1. "Unchain My Heart" (Bobby Sharp, Teddy Powell) – 5:04
2. "Two Wrongs" (Eddie Schwartz, David Bendeth) – 4:03
3. "I Stand in Wonder" (Schwartz, David Tyson) – 4:22
4. "The River's Rising" (Michael Lunn) – 4:10
5. Isolation (John Lennon) – 3:51
6. "All Our Tomorrows" (Schwartz, Tyson) – 4:24
7. "A Woman Loves a Man" (Dan Hartman, Charlie Midnight) – 4:16
8. "Trust in Me" (Francesca Beghe, Marc Swersky, Midnight) – 4:14
9. "The One" (Tom Kimmel, Jay Joyce) – 4:37
10. "Satisfied" (Hartman, Midnight) – 3:24